# Arthonia astroidestera
Arthonia astroidestera är en lavart som beskrevs av Nyl. Arthonia astroidestera ingår i släktet Arthonia och familjen Arthoniaceae.   Inga underarter finns listade i Catalogue of Life.